# Кербивил (Тексас)
Кербивил (енгл. Kirbyville) град је у америчкој савезној држави Тексас. По попису становништва из 2010. у њему је живело 2.142 становника.

## Демографија
Према попису становништва из 2010. у граду је живело 2.142 становника, што је 57 (2,7%) становника више него 2000. године.
| Група             | 2000.         | 2010.         |
| Белци             | 1.565 (75,1%) | 1.497 (69,9%) |
| Афроамериканци    | 442 (21,2%)   | 418 (19,5%)   |
| Азијати           | 6 (0,3%)      | 14 (0,7%)     |
| Хиспаноамериканци | 56 (2,7%)     | 165 (7,7%)    |
| Укупно            | 2.085         | 2.142         |